# Anton Mussert
Anton Adriaan (Ad) Mussert (Werkendam, 1894. május 11. – Hága, 1946. május 7.)
Alapítója és tagja a Holland Nemzeti Szocialista Mozgalomnak (NSB). A második világháború alatt náci kollaboráns. 1942–1945 között Hollandia „leider”-e, azaz vezére, bár tényleges hatalommal nem rendelkezett. 

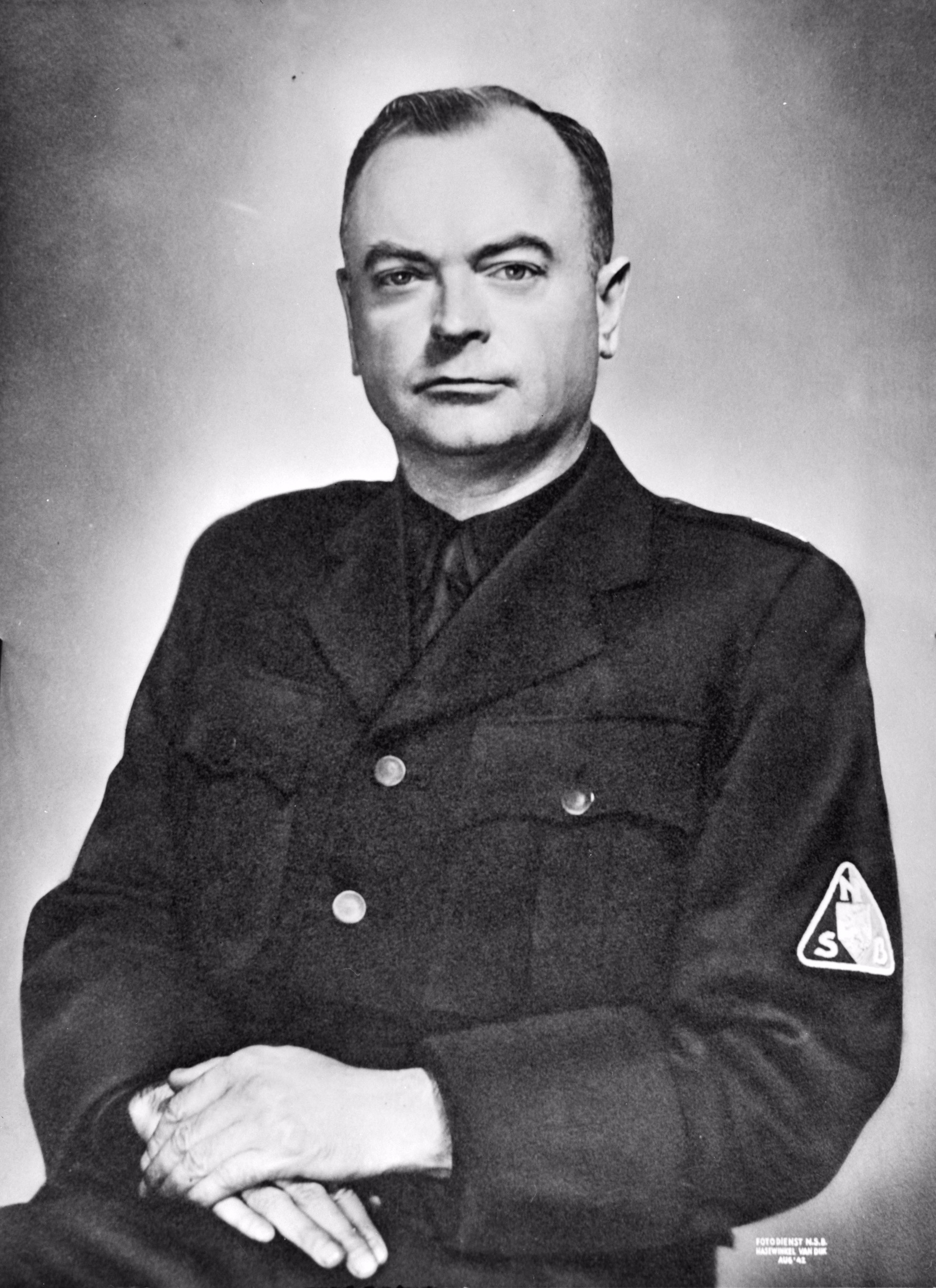
Anton Mussert

## A 2. világháború eleje
Mussert már a háború elején támogatta Hitlert, és az ő segítségével került hatalomra. Vilma holland királynő is elmenekült az Egyesült Királyságba, mert félt, hogy Mussert őt is félreállítja.

## A 2. világháború alatt
Náci kollaboránsként tevékenykedett. Elméletileg a Németországhoz tartozó Hollandia vezetője volt, bár gyakorlatban Hitlertől függött. Többször találkozott Hitlerrel a ’40-es évek elején, amikor javasolta az északi államok uniójának létrehozását, ami gyakorlatilag minden megszállt-elfoglalt állam nem közvetlenül Németországhoz tartozott volna, hanem vazallus (bábállam) lesz. Hitler ezt minden alkalommal elutasította. Egy későbbi találkozón Hitler kinevezte Hollandia „leider”-évé, bár ugyanannyi hatalma maradt.
Ezután Hitler deportáltatta a holland zsidókat, amit ő tétlenül hagyott. A holland hadsereg maradványát Hitler megsegítésére küldte. Részt vett a Holland Önkéntes Légió szervezésében. Mintegy 25 ezer holland harcolt a Wehrmacht oldalán, kizárólag a keleti fronton és legtöbbjük végig kitartott a németek mellett.

## A 2. világháború vége
Németország elvesztette a második világháborút, így a kollaboránsok is, beleértve Anton Mussertet, elbuktak. A háború után elfogták és halálra ítélték. Mussert megpróbált kegyelmet kérni a királynőtől, aki ezt elutasította.
1946. május 7-én kivégezték hazaárulásért.